# 南姚家水闸遗址
南姚家水闸遗址，位于山东省青岛市平度市蓼兰镇。是中华人民共和国山东省省级文物保护单位之一。
2013年，列入第四批山东省文物保护单位，该文物保护单位是一座胶莱运河遗址。